# Eosphaerophoria nigrovittata
Eosphaerophoria nigrovittata är en tvåvingeart som beskrevs av Ximo Mengual 2010. Eosphaerophoria nigrovittata ingår i släktet Eosphaerophoria och familjen blomflugor. Inga underarter finns listade i Catalogue of Life.